# BR-429
A RO-429 é uma rodovia federal de ligação brasileira criada e introduzida no Plano Nacional de Viação pela lei federal nº 5.917 de 10 de setembro de 1973.
É uma rodovia de ligação da região norte do Pais,fica no estado de Rondonia e liga seis municípios, sendo eles: Presidente Médici, Alvorada do Oeste, São Miguel do Guaporé, Seringueiras, São Francisco do Guaporé e Costa Marques que faz Fronteira com a Bolivia.